# Neotragus moschatus
Pour les articles homonymes, voir Suni.
Espèce
Synonymes
- Neotragus moschatus moschatus (von Düben, 1846)[2]
- Neotragus moschatus (von Düben, 1846)[2]
- Neotragus suni[2]
- Nesotragus moschatus moschatus von Düben, 1846[2]
- Nesotragus moschatus von Düben, 1846 (préféré par BioLib)[2]

Statut de conservation UICN

 LC  : Préoccupation mineure
Neotragus moschatus, communément appelé Suni de Zanzibar ou Antilope musquée, est une espèce d’antilopes de la famille des bovidés.

## Liste des sous-espèces
Selon Catalogue of Life (21 mars 2019) :
- sous-espèce Neotragus moschatus kirchenpaueri (Pagenstecher, 1885)
- sous-espèce Neotragus moschatus livingstonianus (Kirk, 1865)
- sous-espèce Neotragus moschatus moschatus (Von Dueben, 1846)
- sous-espèce Neotragus moschatus zuluensis (Thomas, 1898)